# Viterbo (Kolumbia)
Viterbo – miasto w Kolumbii, w departamencie Caldas.